# The Narrow Way
„The Narrow Way“ je osmá skladba ze čtvrtého alba anglické rockové skupiny Pink Floyd Ummagumma z roku 1969. Skladbu napsal David Gilmour, který v ní hraje sám na všechny nástroje. Skladba je na studiové části alba, a je jedna ze dvou ve které se objevuje zpěv.

## Složení
Část první (3:27)
První část skladby je poskládána z akustické kytary, kterou překrývají efekty mellotronu a elektrické kytary, které skladbu přesunou do druhé části. 
Část druhý (2:53)
Druhá část skladby je postavená na riffu hraný na elektrické kytaře a elektrické base, v půlce skladby se přidá k nástrojům buben, ke konci skladby nástroje vzplynou v dron, který přivede skladbu do třetí části.
Část třetí (5:57)
Třetí část skladby začíná dronem z části druhé, který zmizí a vrátí se kytara, ke které se připojí vokály, piáno a basová kytara. V refrénu se k nástrojům připojí bubny. Písnička končí kytarovým sólem a bezeslovými vokály od Gilmoura.

## Sestava
- David Gilmour - akustická kytara (1), elektrická kytara (1, 2, 3), zpěv (3), baskytara (2,3), piáno (3), varhany (3), bicí (3), mellotron (1, 2), bubny (2)